# VD Law Group

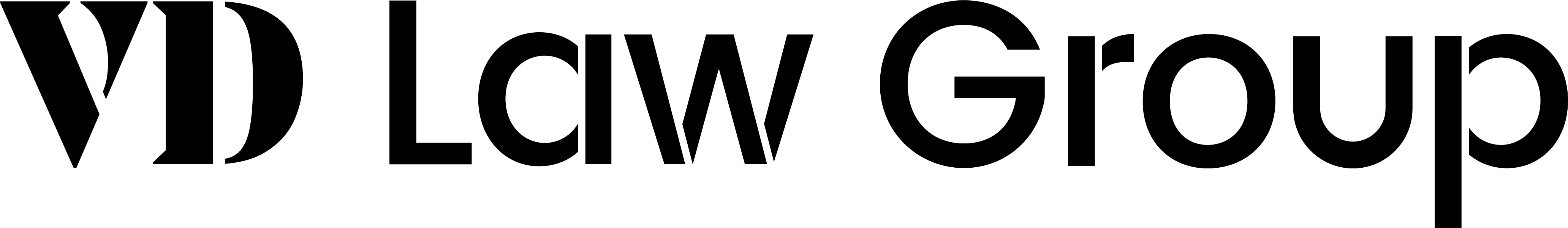
Sigla

VD Law Group este o societate de avocatură cu sediul în București, România, specializată în fintech, blockchain, inteligență artificială și drept corporativ. Firma a fost menționată în publicații juridice internaționale, precum Chambers and Partners și Legal 500.

## Istoric
VD Law Group a fost fondată în 2018, având ca obiectiv furnizarea de soluții juridice pentru industriile emergente. De la înființare, firma a asistat numeroase companii internaționale în domenii precum fintech și tehnologie.

## Arii de practică

### Fintech și Tehnologii Emergente
Firma oferă consultanță juridică în blockchain, criptomonede și inteligență artificială, inclusiv conformitate cu reglementările pentru burse de criptomonede și piețe NFT.

### Drept Corporativ și Fuziuni & Achiziții
VD Law Group oferă consultanță în guvernanță corporativă, fuziuni și achiziții, precum și în reglementarea piețelor de capital.

### Imobiliare
Firma asistă clienții în achiziții de terenuri, dezvoltare de proiecte și conformitate cu reglementările specifice sectorului imobiliar.

### Protecția Datelor și Securitate Cibernetică
Firma oferă evaluări de conformitate, implementare de politici de protecție a datelor și gestionarea breșelor de securitate.

### Soluționarea Disputelor
Echipa de litigii reprezintă clienți în cazuri comerciale, de proprietate intelectuală și dreptul muncii.

## Proiecte notabile
- A oferit consultanță juridică pentru o platformă de realitate virtuală în sectorul imobiliar.[3]
- A asistat în obținerea unei licențe pentru o platformă de crowdfunding bazată pe împrumuturi în România.[4]

## Recunoaștere
VD Law Group a fost clasată Band 1 în domeniul Fintech de către Chambers and Partners pentru doi ani consecutivi.

## Conducere

### Sergiu-Traian Vasilescu
Managing Partner și Head of FinTech Legal. A fost clasat Band 1 în FinTech pentru doi ani consecutivi.